# La familia de la tele
La familia de la tele fue un programa de televisión español producido por La Osa Producciones Audiovisuales y emitido en las tardes de La 1 y RTVE Play entre el 5 de mayo y el 18 de junio de 2025. El formato, presentado por Aitor Albizua, Inés Hernand y María Patiño, combinaba entretenimiento, actualidad y humor con vocación de servicio público. Cabe destacar que Javier de Hoyos presentaba los tramos emitidos en exclusiva a través de RTVE Play, mientras que Carlota Corredera sustituyó puntualmente a Inés Hernand en la conducción del apartado de actualidad.
Por otro lado, el espacio también funcionaba como programa contenedor. Esto se debe a que incluía la emisión de las series diarias Valle salvaje y La promesa.

## Historia
Aunque estaba previsto que el formato se estrenara el 22 de abril de 2025, el fallecimiento del papa Francisco provocó que el inicio de emisiones se pospusiera al 28 de abril. A pesar de ello, el apagón en la península ibérica que se produjo ese día hizo que finalmente diera el pistoletazo de salida el 5 de mayo con los presentadores y colaboradores siguiendo unas baldosas amarillas, una referencia a El mago de Oz con la que iniciaron su aventura en Televisión Española. Así, ubicados en Torrespaña, tuvieron que buscarse la vida para llegar hasta los estudios de Prado del Rey, con una distancia de 25 kilómetros, sin la posibilidad de usar dinero, transporte público o teléfono móvil, siendo Paula Vázquez la maestra de ceremonias que organizó las parejas para esta aventura a la que denominaron Pradín exprés: Víctor Sandoval con Lydia Lozano (los primeros en llegar), Belén Esteban con Inés Hernand, Chelo García-Cortés con Kiko Matamoros y María Patiño con Aitor Albizua (los últimos en llegar).
En Prado del Rey les esperaba un multitudinario desfile de carrozas presentado por Cayetana Guillén Cuervo y Paloma del Río. En él, en homenaje a algunas figuras históricas de Televisión Española, participaron personalidades, actrices y presentadoras como Samantha Hudson, Mónica Pont, Núria Marín o Adela González, que salieron ataviadas con vestidos de Raffaella Carrà, Massiel, Melody o Alaska, mientras que Bob Pop lo hacía como Chicho Ibáñez Serrador, así como se presentó como colaboradoras a Rocío Carrasco e Isa Pantoja, además de los ya anunciados anteriormente. Igualmente, con el paso de las semanas, se fueron cerrando fichajes como el de la modelo Alba Carrillo, la vidente Benita Castejón (anteriormente conocida como Maestro Joao) o el humorista Josep Ferré.
Al día siguiente, el programa comenzó con su cabecera, cuya sintonía era interpretada por Camela, y con sus contenidos habituales ya desde el plató, situado en el estudio 5 de RTVE en Prado del Rey. Este simulaba un barrio llamado Bellavista, en el que había una plaza central donde se ubicaba el público, con zonas verdes, farolas, un banco, una pantalla vertical, edificios, terrazas y comercios, mientras que el resto del plató contaba con estancias de una vivienda como la cocina y comedor o el salón, el cual contaba con el sofá de los presentadores y colaboradores que, posteriormente, sería trasladado a la plaza. Asimismo, también contaba con espacios como un invernadero o un taller para las diferentes secciones.
Inicialmente, el programa comenzaba en torno a las 15:55 para después dar paso a las series a las 17:30 y, mientras tanto, continuaba su emisión en RTVE Play. Posteriormente, se retomaba el magacín en La 1 entre, aproximadamente, las 19:10 y las 20:30 de la tarde. Aun así, aunque el magacín se veía interrumpido por las series, trataba los diferentes contenidos indistintamente con sus tres presentadores y sus colaboradores. Sin embargo, el 15 de mayo, el formato empezó a dividirse en dos bloques: el primero, presentado por María Patiño, comentaba la última hora de los temas más relevantes de la crónica social y el segundo, presentado por Aitor Albizua e Inés Hernand (o Carlota Corredera en su sustitución), informaba sobre los sucesos y la actualidad del momento.
Por otro lado, el sábado 17 de mayo a las 19:10 se emitió un especial sobre el Festival de la Canción de Eurovisión 2025 a modo de previo, donde los colaboradores iban caracterizados de antiguos representantes como Salomé (Belén Esteban), Remedios Amaya (Lydia Lozano), Massiel (Víctor Sandoval), Rodolfo Chikilicuatre (Javier de Hoyos) y David Civera (David Moreno). Este contó con la colaboración de Daniel Diges y Blanca Paloma e incluyó conexiones con diversos puntos como Basilea (sede del festival), Dos Hermanas (hogar de la representante Melody), Benidorm (sede del Benidorm Fest) o la casa de Blas Cantó (representante de España en Eurovisión 2020 y 2021), así como entrevistas con Melody y otros rostros relacionados con el certamen europeo.
Más tarde, entre el 2 y el 11 de junio de 2025, el espacio contó con un único tramo entre las 15:50 y las 17:00 horas, debido a sus discretos índices de audiencia, volviendo a juntar a sus tres presentadores. De hecho, el 2 de junio, el programa consistió en los tres presentadores dando paso a vídeos y comentándolos sin colaboradores. Igualmente, entre el 16 y el 18 de junio, solo se emitió el segundo tramo de 19:35 a 20:35. Cabe destacar que, desde el 27 de mayo hasta el 18 de junio, también existió un programa previo en RTVE Play, con los presentadores y colaboradores, para conocer los entresijos del programa, así como los temas que se tratarían posteriormente en el primer y segundo acto. Este se emitió a las 14:50 hasta el 11 de junio y a las 18:20 entre el 16 y el 18 de junio.
El 18 de junio, La familia de la tele llegó a su fin con una temática inspirada en el antiguo Egipto, donde los colaboradores, incluyendo a María Patiño, Kiko Matamoros y Víctor Sandoval, fueron «enterrados» en sarcófagos como parte de un cortejo fúnebre. El programa se despidió así de su audiencia, haciendo referencia a la creencia egipcia en la vida después de la muerte. Durante su trayectoria, visitaron el plató rostros como Pepi Valladares, Sonia y Selena, Silvia Intxaurrondo, Elena Ballesteros o Karina.

## Formato
La familia de la tele era un programa contenedor y magacín que abordaba el entretenimiento, la actualidad y el humor a través de noticias, entrevistas, reportajes y tertulias con un amplio plantel de colaboradores. Además, tenían una presencia importante las conexiones en directo con un equipo de reporteros, todo ello con vocación de servicio público, así como las entrevistas.
Inicialmente, también estaba previsto que contara con secciones dedicadas a la salud, el bienestar, el deporte, la psicología y la pedagogía; al cine, la música, el teatro y la televisión; el consumo, las estafas, las investigaciones y los casos de impacto social; a la gastronomía, la decoración, la jardinería, el orden y la limpieza, así como la cultura y tradiciones. Sin embargo, no todas llegaron a implementarse. Otras secciones destacadas fueron la de cocina con Belén Esteban, los reportajes de Chelo García-Cortés en Informe Chemanal y Versión Cayetana, en la que presentadores y colaboradores reproducían escenas de series míticas de TVE, como Cuéntame cómo pasó, Verano azul o Isabel, bajo las directrices de Cayetana Guillén Cuervo.

## Equipo
- Producción
  - La Osa Producciones Audiovisuales
- Dirección
  - David Valldeperas
  - Eva Hernández
  - Isa Morata

### Presentadores
| Presentador/a     | Información                         | Logo de La 1 |
| Presentador/a     | Información                         | 2025         |
| ----------------- | ----------------------------------- | ------------ |
| Aitor Albizua     | Presentador y periodista.           |              |
| Inés Hernand      | Presentadora, influencer y abogada. |              |
| María Patiño      | Presentadora y periodista.          |              |
| Javier de Hoyos   | Presentador, director y periodista. |              |
| Carlota Corredera | Presentadora y periodista.          |              |

     Presentador/a titular en La 1.
     Presentador/a titular en RTVE Play.
     Presentador/a sustituto/a.

### Colaboradores
| Colaborador/a                  | Información                              | Logo de La 1 |
| Colaborador/a                  | Información                              | 2025         |
| ------------------------------ | ---------------------------------------- | ------------ |
| Alba Carrillo                  | Modelo y presentadora de televisión.     |              |
| Belén Esteban                  | Colaboradora de televisión.              |              |
| Benita Castejón (Maestro Joao) | Futuróloga y colaboradora de televisión. |              |
| Carlota Corredera              | Periodista.                              |              |
| Chelo García-Cortés            | Periodista.                              |              |
| Isa Pantoja                    | Hija de Isabel Pantoja.                  |              |
| Javier de Hoyos                | Periodista.                              |              |
| Juanma Fernández               | Periodista.                              |              |
| Kiko Matamoros                 | Colaborador de televisión.               |              |
| Laura Fa                       | Periodista.                              |              |
| Lucía Pariente                 | Madre de Alba Carrillo.                  |              |
| Lydia Lozano                   | Periodista.                              |              |
| Marta Riesco                   | Periodista.                              |              |
| Martín Bianchi                 | Periodista.                              |              |
| Núria Marín                    | Periodista y presentadora.               |              |
| Raúl Rodríguez                 | Periodista de El Español.                |              |
| Rocío Carrasco                 | Hija de Rocío Jurado.                    |              |
| Silvia Taulés                  | Periodista y escritora.                  |              |
| Víctor Sandoval                | Presentador y colaborador de televisión. |              |

#### Colaboradores con sección
| Colaborador/a            | Información                 | Sección                        | Logo de La 1 |
| Colaborador/a            | Información                 | Sección                        | 2025         |
| ------------------------ | --------------------------- | ------------------------------ | ------------ |
| Belén Esteban            | Colaboradora de televisión. | Cocina                         |              |
| Bob Pop                  | Crítico televisivo.         | Defensor de la audiencia       |              |
| Cayetana Guillén Cuervo  | Actriz y presentadora.      | Versión Cayetana               |              |
| Cesc Escolà              | Entrenador personal.        | Deporte                        |              |
| Chelo García-Cortés      | Periodista.                 | Informe Chemanal               |              |
| Fernando Pérez           | Veterinario.                | Veterinaria                    |              |
| Ignacio Guío             | Jardinero.                  | Jardinería                     |              |
| Jesús Sánchez Martos     | Médico.                     | Salud                          |              |
| Josep Ferré              | Humorista e imitador.       | Imitación de rostros populares |              |
| Lucrecia Mangialavori    | Adiestradora.               | Adiestramiento                 |              |
| Luis Quevedo             | Científico.                 | Divulgación científica         |              |
| Marta Verona             | Ganadora de MasterChef 6.   | Nutrición                      |              |
| Mònica López             | Meteoróloga y presentadora. | Meteorología                   |              |
| Paloma González Durántez | Estilista.                  | Estilismos de los famosos      |              |

### Reporteros
| Reportero/a                 | Información                  | Logo de La 1 |
| Reportero/a                 | Información                  | 2025         |
| --------------------------- | ---------------------------- | ------------ |
| Ares Teixidó                | Presentadora y colaboradora. |              |
| David Moreno                | Presentador.                 |              |
| Diana Higueras              | Periodista.                  |              |
| Eduardo García de la Puente | Periodista.                  |              |
| Irina García                | Periodista.                  |              |
| Laura Roigé                 | Periodista.                  |              |
| Marta Riesco                | Periodista.                  |              |
| Pablo Collantes             | Periodista.                  |              |

## Críticas y polémicas
La producción de La familia de la tele generó controversia debido a su elevado coste pagado con dinero público, especialmente en relación con la cantidad de episodios que se acordó emitir. En un principio, se firmó un contrato para 65 emisiones con un coste máximo de seis millones de euros, pero finalmente se recortó el número de episodios y costó aproximadamente la mitad, aunque el coste por programa se mantuvo en una cantidad considerable (82.372 euros). Así, el presupuesto inicial total ascendía a 7.447.539,04 euros, de los cuales 5.593.844,49 euros corresponderían a recursos externos y 1.853.694,55 euros, a la valoración de recursos internos. Además del presupuesto total, se filtraron detalles sobre los gastos específicos, como el salario de los presentadores (1.616 euros por programa) y colaboradores habituales (entre 950 y 1.150 euros por emisión), los honorarios de los invitados, que podían recibir hasta 2.000 euros por capítulo, y el sueldo mensual de los directores y subdirectores: 8.750 y 5.000 euros. Incluso el gran desfile supuso un gasto extra de algo más de 244.000 euros tras haber sido pospuesto dos veces.
La polémica por su coste estuvo estrechamente relacionada con el hecho de incorporar a figuras habituales de Sálvame (emitido en Telecinco, entre 2009 y 2023), como Belén Esteban, Kiko Matamoros, María Patiño o Carlota Corredera, lo cual generó críticas. De hecho, los sindicatos y el Consejo de Informativos de RTVE calificaron esta estrategia de «telebasura» camuflada bajo la programación pública, alertando sobre una pérdida de credibilidad y rigor. Pese a las críticas, el presidente de RTVE, José Pablo López, defendió la medida argumentando: «En la televisión pública nosotros nunca vamos a poner una línea roja con quiénes, sino con qué», subrayando una apuesta por contenidos diversos.
La reacción interna provocó la divulgación de un manifiesto firmado por más de cien extrabajadores, respaldado por los sindicatos CC.OO. y USO, y por el Consejo de Informativos, denunciando un uso «incompatible con los valores de la televisión pública» y alertando de una «pérdida de credibilidad» del canal. Un momento muy criticado fue el envío de Marta Riesco a cubrir la elección papal en Roma, hecho que el Consejo de Informativos consideró poco riguroso para ese tipo de cobertura. Políticamente, hubo reproches desde formaciones tan diversas como Vox y Sumar, quienes criticaron el formato por desvirtuar el servicio público, abriendo así un debate en sede parlamentaria.
Por otro lado, desde su lanzamiento, el programa no logró afianzarse en la franja vespertina. Después de iniciar con un 8 %, la audiencia cayó rápidamente hasta cifras cercanas al 4 % (unos 309.000 espectadores), incluso quedando por debajo de La 2 en algunos días. Como consecuencia, RTVE recortó primero su duración de tres a una hora diaria y, finalmente, canceló uno de los bloques, decisión visibilizada públicamente.
También cabe destacar que, hasta que se tomó la decisión de finalizar las emisiones del programa, el presidente de RTVE defendió el formato y pidió «paciencia», aunque las discrepancias entre él y el responsable de contenidos, Sergio Calderón, fueron noticia. Finalmente, López asumió públicamente el fracaso y la decisión de cancelarlo, rechazando el «supremacismo cultural» y atribuyendo el cierre a una política basada en datos de audiencia.
Por último, una vez terminado el programa, algunos miembros del equipo se pronunciaron sobre su final o acerca de cómo era trabajar en él. De este modo, Lydia Lozano comentó que la agonía que había pasado en este programa no la había vivido en su vida y que estaba deseando que se acabase, habiendo advertido previamente a David Valldeperas, a Belén Esteban y a Kiko Matamoros, desde su experiencia en Mañaneros, de que «TVE es un terreno muy duro… hay mucha línea roja» y de que no se podía hablar como si fuera una televisión privada. Además, sostuvo que «el público de La 1 no es el de Sálvame». Del mismo modo, Kiko Matamoros calificó el proceso de observación de audiencias como «una tortura diaria» y reconoció este formato como su «mayor fracaso profesional», al cual llegó sin reproches internos, mientras que Belén Esteban, quien ya se había quejado en el propio programa de que no se sentía identificada con el formato ni con el contenido e incluso consideró irse por no disfrutar de su participación, lo llamó también «tortura» y expresó gratitud al equipo y público, considerándolo un «hasta luego». La presentadora Inés Hernand también declaró que se había producido «una persecución hacia un formato que intentaba adaptarse a los nuevos tiempos». Por su parte, Víctor Sandoval dijo que la responsable del fracaso no era la cadena, ya que promocionó mucho el programa y que, aunque se decía que el formato no era para el público de TVE, creía que eso era mentira, porque el público es todo igual según él, alegando que el espacio carecía de unas bases y de un concepto o proyecto y que «cada día el programa era una cosa», así como que «hacer televisión basándose en la improvisación no funciona, hay que tener una escaleta».

## Audiencias
| Programas emitidos | Programas emitidos | Programas emitidos                                                                    | Programas emitidos                                                                    | Programas emitidos                                                                         | Programas emitidos                                                                         | Programas emitidos           | Programas emitidos           |
| N.º de programa    | Fecha de emisión   | Audiencia del primer tramo                                                            | Audiencia del primer tramo                                                            | Audiencia del segundo tramo                                                                | Audiencia del segundo tramo                                                                | Audiencia del contenedor     | Audiencia del contenedor     |
| N.º de programa    | Fecha de emisión   | Espectadores                                                                          | Cuota de pantalla                                                                     | Espectadores                                                                               | Cuota de pantalla                                                                          | Espectadores                 | Cuota de pantalla            |
| ------------------ | ------------------ | ------------------------------------------------------------------------------------- | ------------------------------------------------------------------------------------- | ------------------------------------------------------------------------------------------ | ------------------------------------------------------------------------------------------ | ---------------------------- | ---------------------------- |
| 1                  | 05/05/2025         | 769 000                                                                               | 8,7%                                                                                  | 708 000                                                                                    | 9,1%                                                                                       | 807 000                      | 10,1%                        |
| 2                  | 06/05/2025         | 765 000                                                                               | 8,7%                                                                                  | 542 000                                                                                    | 7,4%                                                                                       | 731 000                      | 9,5%                         |
| 3                  | 07/05/2025         | Sin emisión por el especial informativo con motivo del arranque del Cónclave de 2025. | Sin emisión por el especial informativo con motivo del arranque del Cónclave de 2025. | 445 000                                                                                    | 6,2%                                                                                       | 623 000                      | 8,9%                         |
| 4                  | 08/05/2025         | 760 000                                                                               | 8,0%                                                                                  | Sin emisión por el especial informativo con motivo de la elección del nuevo papa León XIV. | Sin emisión por el especial informativo con motivo de la elección del nuevo papa León XIV. | 708 000                      | 9,1%                         |
| 5                  | 09/05/2025         | 674 000                                                                               | 7,7%                                                                                  | 411 000                                                                                    | 5,9%                                                                                       | 693 000                      | 9,1%                         |
| 6                  | 12/05/2025         | 687 000                                                                               | 7,7%                                                                                  | 418 000                                                                                    | 5,1%                                                                                       | 791 000                      | 10,1%                        |
| 7                  | 13/05/2025         | 559 000                                                                               | 6,7%                                                                                  | 450 000                                                                                    | 6,1%                                                                                       | 684 000                      | 9,1%                         |
| 8                  | 14/05/2025         | 541 000                                                                               | 6,4%                                                                                  | 428 000                                                                                    | 5,5%                                                                                       | 681 000                      | 8,7%                         |
| 9                  | 15/05/2025         | 659 000                                                                               | 7,5%                                                                                  | 498 000                                                                                    | 6,4%                                                                                       | 768 000                      | 9,6%                         |
| 10                 | 16/05/2025         | 578 000                                                                               | 6,7%                                                                                  | 445 000                                                                                    | 6,6%                                                                                       | 670 000                      | 8,9%                         |
| 11                 | 17/05/2025         | Emisión especial por el Festival de la Canción de Eurovisión 2025.                    | Emisión especial por el Festival de la Canción de Eurovisión 2025.                    | Emisión especial por el Festival de la Canción de Eurovisión 2025.                         | Emisión especial por el Festival de la Canción de Eurovisión 2025.                         | 556.000                      | 7,9%                         |
| 12                 | 19/05/2025         | 633 000                                                                               | 7,1%                                                                                  | 456 000                                                                                    | 6,2%                                                                                       | 700 000                      | 8,9%                         |
| 13                 | 20/05/2025         | 553 000                                                                               | 6,4%                                                                                  | 347 000                                                                                    | 5,2%                                                                                       | 659 000                      | 8,9%                         |
| 14                 | 21/05/2025         | 563 000                                                                               | 6,7%                                                                                  | 423 000                                                                                    | 5,9%                                                                                       | 659 000                      | 8,9%                         |
| 15                 | 22/05/2025         | 531 000                                                                               | 6,3%                                                                                  | 448 000                                                                                    | 6,3%                                                                                       | 668 000                      | 9,1%                         |
| 16                 | 23/05/2025         | 535 000                                                                               | 6,4%                                                                                  | 438 000                                                                                    | 6,5%                                                                                       | 687 000                      | 9,3%                         |
| 17                 | 26/05/2025         | 852 000                                                                               | 9,9%                                                                                  | 527 000                                                                                    | 7,0%                                                                                       | 792 000                      | 10,3%                        |
| 18                 | 27/05/2025         | 622 000                                                                               | 7,3%                                                                                  | 438 000                                                                                    | 6,0%                                                                                       | 675 000                      | 8,9%                         |
| 19                 | 28/05/2025         | 553 000                                                                               | 6,6%                                                                                  | 405 000                                                                                    | 5,7%                                                                                       | 638 000                      | 8,4%                         |
| 20                 | 29/05/2025         | 461 000                                                                               | 5,5%                                                                                  | 395 000                                                                                    | 5,7%                                                                                       | 579 000                      | 7,7%                         |
| 21                 | 30/05/2025         | 511 000                                                                               | 5,9%                                                                                  | 419 000                                                                                    | 6,0%                                                                                       | 607 000                      | 8,0%                         |
| 22                 | 02/06/2025         | 557 000                                                                               | 6,2%                                                                                  | Solo se emitió el primer tramo.                                                            | Solo se emitió el primer tramo.                                                            | 750 000                      | 9,3%                         |
| 23                 | 03/06/2025         | 535 000                                                                               | 6,0%                                                                                  | Solo se emitió el primer tramo.                                                            | Solo se emitió el primer tramo.                                                            | 644 000                      | 8,1%                         |
| 24                 | 04/06/2025         | 507 000                                                                               | 5,8%                                                                                  | Solo se emitió el primer tramo.                                                            | Solo se emitió el primer tramo.                                                            | 668 000                      | 8,6%                         |
| 25                 | 05/06/2025         | 539 000                                                                               | 6,4%                                                                                  | Solo se emitió el primer tramo.                                                            | Solo se emitió el primer tramo.                                                            | 726 000                      | 9,7%                         |
| 26                 | 06/06/2025         | 518 000                                                                               | 5,9%                                                                                  | Solo se emitió el primer tramo.                                                            | Solo se emitió el primer tramo.                                                            | 694 000                      | 9,0%                         |
| 27                 | 09/06/2025         | 556 000                                                                               | 6,4%                                                                                  | Solo se emitió el primer tramo.                                                            | Solo se emitió el primer tramo.                                                            | 732 000                      | 9,4%                         |
| 28                 | 10/06/2025         | 500 000                                                                               | 5,6%                                                                                  | Solo se emitió el primer tramo.                                                            | Solo se emitió el primer tramo.                                                            | 694 000                      | 8,9%                         |
| 29                 | 11/06/2025         | 450 000                                                                               | 8,9%                                                                                  | Solo se emitió el primer tramo.                                                            | Solo se emitió el primer tramo.                                                            | 668 000                      | 8,1%                         |
| 30                 | 16/06/2025         | Solo se emitió el segundo tramo.                                                      | Solo se emitió el segundo tramo.                                                      | 309 000                                                                                    | 4,3%                                                                                       | No funcionó como contenedor. | No funcionó como contenedor. |
| 31                 | 17/06/2025         | Solo se emitió el segundo tramo.                                                      | Solo se emitió el segundo tramo.                                                      | 366 000                                                                                    | 4,9%                                                                                       | No funcionó como contenedor. | No funcionó como contenedor. |
| 32                 | 18/06/2025         | Solo se emitió el segundo tramo.                                                      | Solo se emitió el segundo tramo.                                                      | 322 000                                                                                    | 4,5%                                                                                       | No funcionó como contenedor. | No funcionó como contenedor. |
| Media              | Media              | 570 000                                                                               | 6,7%                                                                                  | 402 000                                                                                    | 5,5%                                                                                       | 688 000                      | 9,0%                         |